# Tragia preussii
Tragia preussii är en törelväxtart som beskrevs av Ferdinand Albin Pax. Tragia preussii ingår i släktet Tragia och familjen törelväxter. Inga underarter finns listade i Catalogue of Life.